# Вълко Чалъков
Вълко Теодоровичов Чалъкоолу (Големи Вълко, Големи чорбаджи Вълко) е български търговец и дарител от времето на Възраждането.

## Биография
Произхожда от известния копривщенски род Чалъкови. (Прозвището „Големи“ го отличава от братовчед му Вълко Куртович Чалъков – „Малкия чорбаджи Вълко“.) Подобно на бащата и дядото си е джелеп и бегликчия. През 1817 г. посещава Пловдив като представител на копривщенския абаджийски еснаф. Скоро се установява в града за постоянно, добива голяма тежест там и започва да откупува от държавата много от местните данъци. Често пътува до Цариград, където се ползва с влияние пред Високата порта и Вселенската патриаршия.
Даренията на Вълко за храмове и манастири за многочислени. Той е ктитор на църквите „Свети Никола“ (1835), „Света Петка“ (1836), „Свети Димитър“ (1838) и „Света Богородица“ (1845) в Пловдив и дарител на църквата „Света Богородица“ в Копривщица (1834). Настоятел е на Рилския и на Бачковския манастир. Надпис до неговия ктиторски портрет в главната риломанастирска църква го назовава „филипуполски градоначалник“.
Чорбаджи Вълко полага грижи и за гръцката и новобългарската просвета. Отпуска 1100 гроша за изграждане на училище в Браила (1821). Дава средства за построяването на нова училищна сграда в Копривщица (1825). Застъпва се за откриването на училище в Сопот (1838). Настоятел е на пловдивското гръцко училище. През 1836 г. Захарий Зограф го подтиква да устрои в Пловдив „всенародно българско школо“, където да преподава Неофит Рилски. Този замисъл не успява, но отец Неофит бива назначен за учител в Копривщица (1837).
Вълко подпомага отпечатването на няколко гръцки и български книги. В Българския исторически архив е запазена част от неговата преписка.
От трите си брака (с Петра, Рада и вдовицата Елисавета Кесякова) Вълко има трима родни синове, една дъщеря и един доведен син. Погребан е в подновената от него пловдивска църква „Свети Николай“.

## Изследвания
- Кесяков, Х. Вълко и Стоян Тодорови Чалъкови: потекло, живот и дейност. Пловдив, 1935.
- Lyberatos, A. Men of the Sultan: The Beglik Sheep Tax Collection System and the Rise of a Bulgarian National Bourgeoisie in Nineteenth-Century Plovdiv“. – Turkish Historical Review, 1, 2010, 55 – 85.